# クルド民主統一党
クルド民主統一党（クルドみんしゅとういつとう、クルド語: Partiya Yekîtiya Demokrat, PYD; アラビア語: حزب الاتحاد الديمقراطي）は、シリアで活動するクルド人の政党。シリア・クルド民主統一党、民主統一党とも表記される。

## 概要

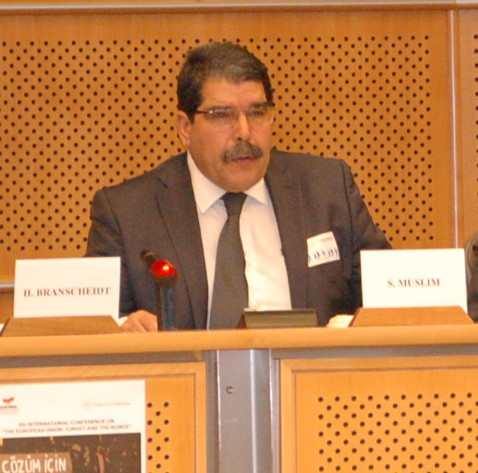
PYDの指導者のサレフ・ムスリム・モハメド。

シリア・クルド民主統一党（以下「PYD」）はトルコのクルド分離主義組織クルディスタン労働者党（PKK）の分派として2003年に結成された。主にクルド人住民が多いシリア北部（西クルディスタン）で活動している。現在の指導者はサレフ・ムスリム・モハメドとアスィア・アブドゥッラー。軍事部門として「クルド人民防衛隊」（YPG）と「クルド女性防衛部隊」（YPJ）のふたつを擁している。
冷戦下の1970年代に登場したPKKが当初マルクス・レーニン主義を掲げていたため、その分派であるPYDは過激なイスラム組織と対立していた。
2012年以降、クルド人が多数派を占めるシリア北部を事実上支配している。

## 歴史

### 結党まで
第一次世界大戦でオスマン帝国が敗れたことにより、フランス・イギリスがこの地に恣意的な国境線を引いたため（サイクス・ピコ協定）、クルド人居住地域はトルコ・イラク・イラン・シリア・アルメニアなどに分断された。また、いずれの国でも民族的に少数派でありクルディスタン王国（1922年 - 1924年）など少数の例外を除き独自の国を持つことがなかった。
シリア北部には国民の1割にあたる200万前後のクルド人が多数暮らす。しかし、クルド人は民族主義的な独立志向が強く、アラブ人のハーフィズ・アル＝アサドとバッシャール・アル＝アサドの率いるバアス党政権から警戒され、弾圧されてきた。
1973年、トルコでクルド人民会議が結成される。同組織はクルド労働者党→クルディスタン自由民主会議→クルディスタン労働者党 （PKK）と名称を変更する。2003年、シリア国内におけるPKKの分派としてクルド民主統一党が結成される。

### 暫定統治
2011年、チュニジアから発生したアラブの春がシリアに波及し、2012年にはクルド人居住地からアサド政権軍が撤退する。するとPYDは住民の大半がクルド人で占められるシリア北部の3地方（西クルディスタン）に裁判所・刑務所・警察署などを設置して実質的な統治を始めた。2014年1月、PYDとその連合政党はクルド人居住地域の3地方（エフリン、コバニ、ジャジーラ）に暫定政権をうちたて、行政機関を整え、新憲法も導入している。シリアの反体制派の間では「アサド政権と敵対しない見返りに自治権を与えられた」との見方もある。一方PYDは、暫定統治は「自衛のため」で長年クルド人を抑圧してきた「アサド政権と裏取引などするはずがない」、と主張している。
シリア内戦において、PYDはアサド政権・ISIL・自由シリア軍のいずれとも距離を置いている（ISILと明確な敵対関係にある一方で、アサド政権や自由シリア軍とは状況や地域によって対立も協調もしており、第三勢力の様相を呈している）。
コバニ包囲戦（2014年 - 2015年）では、三方向からコバニ（アイン・アル＝アラブ）に攻勢を仕掛けたISILに対して、アメリカ空軍・ペシュメルガなどの支援を受けながら勝利を収めた。
アレッポの戦い（2012年‐2016年）では、政府軍と協調し、政府軍によるアレッポ東部の反体制派包囲を支援、一部地域で反体制派との戦闘を担当し勝利を収めた。
ラッカ解放戦（2017年）では、自由シリア軍系の反体制派との合同組織シリア民主軍として作戦に当たり、アメリカ軍の支援を受け、ISILに対し勝利を収めた。
現在はISILと戦闘を繰り広げつつ、統治下にある町々を防衛している。

## 政策
- 民主主義に基づくクルド人居住地域（クルディスタン）における自治権確立[1][6]。
- クルド人の権利向上（学校でのクルド語教育など）[6]。
- 「シリア国民」としての政治参加[6]。
- 比較的イスラム色が薄く世俗主義的である[3]。
- 女性の権利向上を目指しており、2014年2月にはPYDが事実上統治するハサカ県で法的な男女平等を実現する法令が制定された[7]。

## 人民防衛隊

YPGの旗

人民防衛隊（じんみんぼうえいたい、クルド語: Yekîneyên Parastina Gel、YPG; アラビア語: وحدات حماية الشعب）はシリア・クルド民主統一党の下部組織。治安維持を担う軍事部門。
女性の構成員の割合が比較的高いことが特徴で、シリア内戦下の2013年5月の報道によるとYPGの約3割が女性によって占められている。これはPKKの軍事組織に多くの女性（約三分の一）が含まれていたことが影響している。また、コバニ包囲戦においては地元のアラブ人やトルコのクルド人がYPGに参加した。

## 外交関係
日本の公安調査庁はPYDを国際テロ組織に分類している。トルコ政府は国内の反体制派PKKの影響下にあるPYDを警戒しており、大統領エルドアンは「ISILと同じ」とまで発言した。そのためコバニ包囲戦でPYDを支援することに消極的だった。ヒューマン・ライツ・ウォッチはPYD支配地域で野党や捕虜への人権侵害が起きていると指摘している。
母体であるトルコのPKKとは現在も関係が深い。イラクのクルディスタン地域はシリアのクルド勢力でもPYDよりクルド国民評議会と友好関係にある。一方、コバニ包囲戦ではペシュメルガを援軍として派遣した。
同じくコバニ包囲戦ではアメリカの支援を受けた。シリア内戦ではアッシリア人（アッシリア東方教会）の協力を受けている。